# Меандр (радиотехника)
Меа́ндр (по названию геометрического орнамента в виде ломаной линии) — периодический сигнал прямоугольной формы, широко используемый в радиотехнике и электронике. Меандр может быть знакопеременным (двухполярным) или однополярным. Во втором случае длительность импульса и длительность паузы между импульсами равны, то есть в этом случае меандр — периодический сигнал прямоугольной формы, имеющий скважность 2 (или коэффициент заполнения 0,5).

## Аналитическое описание
Математически меандр можно описать многими разными способами, например, через функцию сигнум:
{\displaystyle \ x(t)=\operatorname {sgn}(\sin(t)).}
Или через функции Хевисайда {\displaystyle h(t)}:
{\displaystyle \ x(t)=\sum _{n=-\infty }^{+\infty }\left(h\left[t-nT+{1 \over 2}\right]-h\left[t-nT-{1 \over 2}\right]\right).}
Для того, чтобы скважность равнялась 2, необходимо положить {\displaystyle T=2.}
И многими другими способами.

## Спектр меандра

Синтез меандра из набора гармоник периодического сигнала. Чем больше число гармоник, тем ближе к идеальной форма сигнала. Выбросы на фронтах обусловлены неравномерной сходимостью ряда Фурье в точках разрыва.

Разложение меандра с нарастающим фронтом при {\displaystyle t=0} в ряд Фурье дает:
{\displaystyle {\begin{aligned}x_{\text{меандр}}(t)&={\frac {4}{\pi }}\sum _{k=1}^{\infty }{\frac {\sin \left(2\pi (2k-1)ft\right)}{2k-1}}=\\&={\frac {4}{\pi }}\left(\sin(2\pi ft)+{\frac {1}{3}}\sin(6\pi ft)+{\frac {1}{5}}\sin(10\pi ft)+\dots \right).\end{aligned}}}
Примечательно, что в спектре меандра отсутствуют чётные гармонические составляющие (гармоники). Амплитуда нечётных гармоник обратно пропорциональна их частоте с нулевым сдвигом фазы.

## Прямоугольные сигналы в радиотехнике и электронике
На практике форма прямоугольных импульсов, в том числе меандра, отличается от идеальной. Импульс искажается из-за паразитных параметров реальной электрической цепи. Поэтому в радиотехнике и электронике меандром обычно называют сигнал со скважностью 2 (или близкой к этому значению), с длительностью фронтов, много меньшей периода повторения сигнала, и без значительного спада (в общем случае — наклона) плоской вершины импульса.
Сигнал приближённо такого вида генерируется различными автогенераторами, например симметричным мультивибратором. Такой сигнал получается на выходе двоичного триггера со счётным входом, переключаемого периодическими импульсами.